# Ekologische Beweging
De Ekologische Beweging (EB) was een Nederlandse groepering die in 1972 werd opgericht door Elsa Vleer, als samenwerkingsverband van diverse personen die al enige tijd actief waren op het gebied van milieubescherming en natuurgeneeswijzen. 
De beweging was zich sterk bewust van de gevolgen van overbevolking. Oprichtster Elsa Vleer bepleitte de inzet van een groot deel van de ontwikkelingshulp voor het opzetten van terugkeerprojecten in Suriname, Marokko en Turkije. De Ekologische Beweging gaf het tijdschrift Bewust uit. Een van haar bekendste medewerkers was de latere rechts-radicaal Alfred Vierling, die in 1982 het veld moest ruimen wegens zijn betrokkenheid bij de Centrumpartij.
De EB was actief tot 1985.